# Ситрэс-Парк (Флорида)
Ситрэс-Парк (англ. Citrus Park) — статистически обособленная местность, расположенная в округе Хилсборо (штат Флорида, США) с населением в 20 226 человек по статистическим данным переписи 2000 года.

## География
По данным Бюро переписи населения США статистически обособленная местность Ситрэс-Парк имеет общую площадь в 28,23 квадратных километров, из которых 27,45 кв. километров занимает земля и 0,78 кв. километров — вода. Площадь водных ресурсов округа составляет 2,76 % от всей его площади.
Статистически обособленная местность Ситрэс-Парк расположена на высоте 13 м над уровнем моря.

## Демография
По данным переписи населения 2000 года в Ситрэс-Парк проживало 20 226 человек, 6243 семьи, насчитывалось 9085 домашних хозяйств и 9740 жилых домов. Средняя плотность населения составляла около 716,47 человек на один квадратный километр. Расовый состав населённого пункта распределился следующим образом: 82,6 % белых, 9,2 % — чёрных или афроамериканцев, 0,4 % — коренных американцев, 1,4 % — азиатов, 0,05 % — выходцев с тихоокеанских островов, 1,6 % — представителей смешанных рас, 4,8 % — других народностей. Испаноговорящие составили  от всех жителей статистически обособленной местности.
Из 9085 домашних хозяйств в 33,4 % воспитывали детей в возрасте до 18 лет, 48,3 % представляли собой совместно проживающие супружеские пары, в 16,2 % семей женщины проживали без мужей, 31,3 % не имели семей. 23,5 % от общего числа семей на момент переписи жили самостоятельно, при этом 6,3 % составили одинокие пожилые люди в возрасте 65 лет и старше. Средний размер домашнего хозяйства составил 2,62 человек, а средний размер семьи — 3,16 человек.
Население статистически обособленной местности по возрастному диапазону по данным переписи 2000 года распределилось следующим образом: 26,8 % — жители младше 18 лет, 6,8 % — между 18 и 24 годами, 26,9 % — от 25 до 44 лет, 29,5 % — от 45 до 64 лет и 9,3 % — в возрасте 65 лет и старше. Средний возраст жителей составил 38 лет. На каждые 100 женщин в Ситрэс-Парк приходилось 96,6 мужчин, при этом на каждые сто женщин 18 лет и старше приходилось 93,5 мужчин также старше 18 лет.
Средний доход на одно домашнее хозяйство статистически обособленной местности составил 54 732 доллара США, а средний доход на одну семью — 60 165 долларов. При этом мужчины имели средний доход в 35 360 долларов США в год против 29 739 долларов среднегодового дохода у женщин. Доход на душу населения статистически обособленной местности составил 54 732 доллара в год. 4,7 % от всего числа семей в населённом пункте и 6,3 % от всей численности населения находилось на момент переписи населения за чертой бедности, при этом 7,1 % из них были моложе 18 лет и 13,7 % — в возрасте 65 лет и старше.